# Marquinhos Pedroso
Marcos Garbellotto Pedroso (Tubarão, 1993. október 4. –), ismert nevén Marquinhos Pedroso, brazil labdarúgó, jelenleg a Portuguesa játékosa.

## Pályafutása
Marcos Pedroso a Figueirense akadémiáján nevelkedett, a felnőtt csapatban 2012. június 24-én mutatkozott be egy EC Bahia elleni 1-1-es döntetlennel záródó bajnoki mérkőzésen. Pedroso 2013-ban előbb a Guarani, majd a Novo Hamburgo csapatához szerződött, 2014-ben tért vissza a Figueirense csapatához, ahol egy-egy brazil (Grêmio) és törökországi (Gaziantepspor) kitérőt leszámítva 2017 nyaráig játszott és nyert két állami bajnoki címet. 2017. július 22-én egyéves kölcsönszerződést írt alá a Ferencvárosi TC-hez, akik opciós jogot is szereztek a végleges megvásárlásához. A 2017–2018-as szezonban 23 bajnokin lépett pályára a Ferencvárosban.
2018 júliusában a Dallas játékosa lett. 2019. május 3-án szerződést bontottak vele. Összesen 15 bajnoki meccsen lépett pályára.
2019. május 3-án csatlakozott a D.C. Unitedhez. 9 nappal később debütált a bajnokságban a Sporting Kansas City ellen, amely 1–0-ás D.C. United sikerrel ért véget. A szezon végén nem hosszabbították meg a szerződését, és távozott a csapattól.
2020 júliusában aláírt a bolgár Botev Plovdiv csapatához. 2020. augusztus 9-én debütált a Lokomotiv Plovdiv ellen 2–0-ra megnyert mérkőzésen.
2021. március 4-én a román élvonalbeli Viitorul Constanța csapatához szerződött.
2021 júliusában csatlakozott a lett első osztályú Liepāja csapatához.
2023. február 2-án csatlakozott a román Mioveni csapatához.
2023. július 31-én hét év után visszatért Brazíliába, és a másodosztályban szereplő Vila Novához szerződött.
2023. december 7-én, a Portuguesa csapatához igazolt.

## Sikerei, díjai

### Klub
Figueirense
- Campeonato Catarinense: 2014, 2015

 Ferencváros
- Magyar bajnoki ezüstérmes: 2018

 Liepāja
- Lett kupa ezüstérmes: 2021

### Egyéni
- Campeonato Catarinense az év felfedezettje: 2014

## Statisztika
2014. szeptember 30-án frissítve.
| Klub              | Szezon         | Bajnokság      | Bajnokság     | Bajnokság | Kupa          | Kupa  | Nemzetközi kupa | Nemzetközi kupa | Egyéb         | Egyéb | Összesen      | Összesen |
| Klub              | Szezon         | Bajnokság      | Pályára lépés | Gólok     | Pályára lépés | Gólok | Pályára lépés   | Gólok           | Pályára lépés | Gólok | Pályára lépés | Gólok    |
| ----------------- | -------------- | -------------- | ------------- | --------- | ------------- | ----- | --------------- | --------------- | ------------- | ----- | ------------- | -------- |
| Figueirense       | 2012           | Série A        | 5             | 0         | 0             | 0     | 1               | 0               | 0             | 0     | 6             | 0        |
| Figueirense       | 2014           | Série A        | 3             | 0         | 0             | 0     | 0               | 0               | 14            | 0     | 17            | 0        |
| Figueirense       | Összesen       | Összesen       | 8             | 0         | 0             | 0     | 1               | 0               | 14            | 0     | 23            | 0        |
| Guarani (kölcsön) | 2013           | Série C        | 0             | 0         | 2             | 0     | 0               | 0               | 6             | 0     | 8             | 0        |
| Guarani (kölcsön) | Összesen       | Összesen       | 0             | 0         | 2             | 0     | 0               | 0               | 6             | 0     | 8             | 0        |
| Grêmio (kölcsön)  | 2014           | Série A        | 1             | 0         | 0             | 0     | 0               | 0               | 0             | 0     | 1             | 0        |
| Grêmio (kölcsön)  | Összesen       | Összesen       | 1             | 0         | 0             | 0     | 0               | 0               | 0             | 0     | 1             | 0        |
| Karrier összes    | Karrier összes | Karrier összes | 9             | 0         | 2             | 0     | 1               | 0               | 20            | 0     | 32            | 0        |

## Külső hivatkozások
- Marquinhos Pedroso (magyar nyelven). hlsz.hu
- Marquinhos Pedroso (magyar nyelven). fradi.hu. [2017. augusztus 3-i dátummal az eredetiből archiválva]. (Hozzáférés: 2017. július 24.)
- Marquinhos Pedroso (portugál nyelven). ogol.com.br
- Marquinhos Pedroso (portugál nyelven). sambafoot.com/pt
- Marquinhos Pedroso (angol nyelven). worldfootball.net. [2017. május 18-i dátummal az eredetiből archiválva]. (Hozzáférés: 2017. július 13.)